# 교직관
교직관이란 교직을 지각하고 인식하는 틀을 의미한다. 달리 말하자면, 교직관은 교직의 본질과 성격을 어떻게 파악하고 이해하느냐에 관한 관점을 의미하는 것으로서, 교사의 인지적 영역뿐만 아니라 정의적 측면인 가치관과 태도를 포함하는 개념이다. 바람직한 교직관을 정립하는 것은 중요하며, 실제로 많은 연구에서 교사교육의 가장 중요한 과제가 올바른 교직관의 정립이라고 밝히고 있다. 왜냐하면 교직관이 곧 교사의 교육관과 직결되어 실제 교육에 많은 영향을 미치기 때문이다. 교직관에 따라 학생을 바라보는 아동관이 달라지며, 교육방법이나 학급운영방법 그리고 교원단체에 대한 태도가 달라진다는 것이다. 일반적으로 교직을 이해하고 바라보는 관점에는 ①성직관, ②노동직관, ③전문직관이 있다.

## 성직관
성직관은 교직을 세속적인 직업과는 달리 성직으로 보는 관점이다. 즉, 교사는 성직자와 같이 엄숙한 몸가짐과 태도, 사랑과 헌신, 희생과 봉사정신을 갖추어야 한다는 관점이다. 이 관점에서 보면 교직은 천직(天職)이며, 특별한 사명의식이나 소명의식을 지닌 사람의 직업이다. 성직관은 성직자가 교사였다는 서양의 역사적 사실에 근거한 전통적인 교직관이다. 성직관의 본래적 의미는 교직의 직업적 속성보다는 교육행위의 본질인 교사와 학생 간의 인격적 만남을 바탕으로 한 윤리적 측면에 기초하고 있다. 따라서 교사의 성직자와 같은 인격성에 중점을 두고 있으며 교사의 권위가 중요시 된다. 스승의 그림자도 밟지 않는다는 말이나 군사부일체(君師父一體)라는 말은 교직을 성직관으로 보는 것과 맥락을 같이 한다고 볼 수 있다.

## 노동직관
노동직관은 교직은 노동직의 하나이며 교사도 학교라는 직장에 고용되어 정신적, 육체적 노동을 제공한 대가로 보수를 받아 생계를 유지한다는 점에서 일반 노동자와 같다는 견해이다. 국·공립학교는 국가나 교육청이 고용주가 되며, 사립학교는 학교법인이나 사학재단이 고용주가 된다. 그리고 교사는 피고용인인 노동자 또는 근로자로 본다. 교사는 교육노동자라는 관점에서 노동 조건과 고용 조건에 일차적인 관심을 갖는다.즉, 피고용인과 고용주간의 관계가 성립되는 상황에서 교원이 처한 현실을 분석한다. 교사는 노동자이기 때문에 헌법과 근로기준법에 보장되어 있는 권리를 다른 노동자와 대등하게 누릴 수 있어야 한다는 것이다. 이 관점에 따르면 교직은 세속적이고 실리적이어서 단체행동의 대상이 되기도 한다. 그리하여 교사의 처우개선과 근무조건 향상을 위해 노동3권이 단결권, 단체교섭권, 단체행동권을 가져야 한다고 주장하지만 단체행동권은 금하고 있는 실정이다.

## 교직관 유형화의 문제
성직관, 노동직관, 전문직관을 전적으로 배타적인 관점으로 보는 것에는 무리가 있다. 이와 같은 교직관 유형화는 각각의 논리를 주장하는 하나의 모형에 지나지 않으며, 현실적으로는 세 가지 성격이 혼재한다. 따라서 세 가지 교직관 중 어느 것이 우월한가를 논하는 방향으로 논리를 전개하는 것은 지양해야 한다. 교직의 본질 속에는 이미 윤리성, 전문성, 노동성의 속성이 함께 존재하기 때문이다.